# Патрік Валланс
Сер Патрік Джон Томпсон Валланс  (нар. 1960)   - британський лікар. Починаючи з березня 2018 року він є головним науковим радником уряду Сполученого Королівства. З 2012 по 2018 рік він обіймав посаду голови відділу досліджень і розробок у багатонаціональній фармацевтичній компанії GlaxoSmithKline (GSK).

## Освіта
Валланс здобув освіту в незалежній Школі Труро в графстві Корнуолл і Лондонському університеті Сейнт-Джордж, де отримав ступінь бакалавра наук в 1981 році  Вслід за цим,  він отримав ступені бакалавра медицини та хірургії у 1984 році.

## Кар'єра та дослідження
У 1986-95 рр. викладав у медичній школі лікарні Св. Джорджа. У 1995–2002 рр. - був професором медичної школи UCL, а в 2002–2006 рр. - професором медицини та завідувачем кафедри медицини.  До початку роботи в GSK займав посаду секретаря Академії медичних наук.
У 2006-10 рр. Валланс був керівником відділу розробки ліків у GSK, потім з 2010-ого по 2012-ий роки був керівником відділу розробки та розвитку лікарських засобів. У 2012 році його призначили керівником відділу досліджень і розробок у GSK. За той час, що він керував GSK, були винайдені та впроваджені для використання у всьому світі нові ліки проти раку, ВІЛ-інфекції, аутоімунних захворювань та астми. Він відстоював відкриті інновації та нові промислово-академічні партнерства у всьому світі   , та зосереджувався на винайденні антибіотиків та ліків проти тропічних захворювань.
У березні 2018 року Валанс покинув GSK і був призначений головним науковим радником уряду Великої Британії, де він очолює урядове управління з питань науки.
Особисті дослідження Валанса були у галузі судинної біології. Він зробив важливі відкриття в галузі оксиду азоту  та фізіології клітин ендотелію і показав, що артеріальна судинна система людини активно розширюється шляхом постійного вивільнення оксиду азоту.  Він продемонстрував функціональне значення цього ефекту в різних фізіологічних та хворобливих станах та відкрив нові шляхи регулювання біосинтезу оксиду азоту.
У березні 2020 року Валанс взяв на себе важливу роль у пандемії коронавірусу 2020 року у Великій Британії. Як головний науковий радник уряду, він виступав разом із прем'єр-міністром Борисом Джонсоном та Крісом Вітті, головним лікарем Англії, на брифінгах для преси. Його метод «колективного імунітету» був підданий критиці групою з 541 вченого з Великої Британії та міжнародних університетів та науково-дослідних установ, які висловили думку, що такий підхід може додати Національній службі охорони здоров'я зайвого клопоту і «поставити під ризик набагато більше життів, аніж потрібно». Підписанти працюють у галузях епідеміології, обчислювального моделювання, прикладної математики, математичної біології, теорії ймовірностей, комплексних систем, обчислювальної біології, молекулярної медицини. Поки що непідтримуваний план «поведінкової втоми» було піддано критиці у відкритому листі групою 681 науковців з питань поведінкової науки, оскільки для цього підходу не було представлено жодних даних, а також науково-дослідницької бази. Станом на 18 березня 2020 р. жодна з базових моделей, на яких базується його підхід, не були оприлюднені. Документ, опублікований 16 березня 2020 року Командою по боротьбі з COVID-19 з Імперського коледжу  представив модель, котра ілюструє, що використовуючи його підхід "колективного імунітету", у Великій Британії загине на 250 000 людей більше, що призвело до різкої зміни державного курсу.

### Нагороди та відзнаки
- 1995 - став почесним членом Королівського коледжу лікарів (FRCP)
- 1996 - виступив з Голстонською лекцією у Королівському коледжі лікарів [4]
- 1999 - обраний членом Академії медичних наук (FMedSci)
- 2002 - нагороджений премією Грехема Булла з медицини Королівським коледжем лікарів
- 2017 - обраний членом Лондонського Королівського Товариства (FRS)
- 2019 - посвячений у лицарі на Новорічних відзнаках 2019 року [22]

## Особисте життя
Патрік Валланс народився 17 березня 1960 року  у південно-західному Ессексі, який зараз є частиною Великого Лондона. Його батьками є Пітер і Барбара Валланс. У нього є два брати, старший і молодший (1957 і 1962 р.н. відповідно). Валанс одружився з Софією Енн Декстер у грудні 1986 року у Вестмінстері. Вони мають двох синів (народилися у січні 1992 р. та березні 1994 р.) та одну доньку (народилася у червні 1997 р.).